# George Eash
George H. Eash (11 de mayo de 1911-6 de julio de 1980) fue un inventor estadounidense de varios cartuchos de audio de cinta magnética que tenían un solo carrete de cinta. En la década de 1950, trabajó junto a Bernard Cousino, quien inventó la cinta de bucle sin fin, usándolo al principio en un carrete abierto. Eash creó más cartuchos utilizando este bucle de cinta como el Fidelipac, también conocido como «cartucho NAB» o incluso «cart», utilizado en retransmisiones y, como consultor de Earl «Madman» Muntz, el cartucho de 4 pistas, conocido como Muntz Stereo-Pak o CARtridge. Con el cartucho de 8 pistas de Lear, la solicitud de patente de Eash fracasó.

## Carrera
Eash nació en Pensilvania, hijo de Joe y Lydia Eash. Trabajando para un empresa de promoción, en 1952 Eash alquiló un escritorio en la oficina del Taller Electrónico de Bernhard Cousino, en Toledo, Ohio.
En 1954, Eash terminó un cartucho prototipo de cinta de bucle continuo de 365 metros hecho a mano, con el transporte de cinta impulsado por el rodillo de arrastre de goma del cabrestante, para RCA Victor, y solicitó la patente. Al día siguiente, 23 de diciembre de 1954, falleció su empleador Paulsen, la dirección interina canceló el proyecto de Eash.
En 1957 se concedió la patente presentada en 1954, mientras Eash trabajaba para Viking Corporation de Minneapolis. El resultado fue la «Serie 35», un cartucho de cinta de 182 metros, que funcionaba a 19 cm/s.
En 1961 Eash se mudó a Van Nuys, un suburbio del norte de Los Ángeles, donde Earl «Madman» Muntz operaba parte de su negocio. Eash fue consultor de Muntz creando, en base a su Fidelipac, el Muntz Stereo-Pak (también conocido como cartucho de 4 pistas o «CARtridge») y el dispositivo de reproducción correspondiente.
En 1967, Eash trabajaba para TelePro Industries y falló en un pedido de patente en el tribunal de Wichita, Kansas. El juez declaró que la patente de Eash presentada en 1954 era una modificación obvia del Repetidor de mensajes Mohawk. Dentro del cartucho Mohawk, la cinta gira en un eje fijo, mientras que Eash usó un carrete giratorio libre en su cartucho. William «Bill» Lear se benefició de este juicio al obtener una situación clara de patentes para su sistema de cartucho de 8 pistas.
Eash murió en Provo, Utah, a los 68 años, de una enfermedad intestinal. Dejó viuda, hijo e hija.